# اشلی بژوزویچ
اشلی بژوزویچ (به لهستانی: Ashley Brzozowicz) (زادهٔ ۱۷ دسامبر ۱۹۸۲) قایقران روئینگ اهل کانادا است.
از افتخارات وی میتوان به کسب مدال نقره در بازی‌های المپیک تابستانی ۲۰۱۲ اشاره کرد.